# 海豚座18b
海豚座18b是一颗位于海豚座、距离地球238光年的系外行星，其母星是黄巨星海豚座18。这颗行星的质量和密度都很大，其质量下限为10.3倍木星质量，公转周期为993个地球日。该行星于2008年2月19日为佐藤文衛等人所发现。

## 外部連結
- da Silva, L.;  et al, , Astronomy and Astrophysics, November 2006, 458 (2): 609–623, Bibcode:2006A&A...458..609D, arXiv:astro-ph/0608160 , doi:10.1051/0004-6361:20065105 – lists data about the star.